# Typhlopolycystis schockaerti
Typhlopolycystis schockaerti är en plattmaskart som beskrevs av Tor Karling 1978. Typhlopolycystis schockaerti ingår i släktet Typhlopolycystis och familjen Polycystididae. Inga underarter finns listade i Catalogue of Life.